# 세브달린 마리노프
세브달린 일리야노프 마리노프(불가리아어: Севдалин Илиянов Маринов, 영어: Sevdalin Marinov, 1968년 6월 11일 ~ )는 불가리아의 역도 선수이다.
그는 1988년 하계 올림픽에 참가하여 플라이급 부문의 금메달을 획득하였다. 국제 대회에 여러번 출전한 세브달린은 1985년부터 1987년 사이에 세계 역도 선수권 대회에 나가 플라이급에서 우승하였다.